# Нагорно-Аёвск
Нагорно-Аёвск (тат. Югары Ай) — деревня в Тевризском районе Омской области. Входит в состав Бакшеевского сельского поселения.

## История
По переписи 1897 года проживало 103 человека, из них проживало 99 татар и 0 бухарцев.
Основана в 1866 году. В 1928 году юрты Нагорно-Аёвские состояли 42 хозяйств, основное население — бухарцы. Центр Нагорно-Аёвского сельсовета Тевризского района Тарского округа Сибирского края.

## Население
| 1926 | 2010 |
| ---- | ---- |
| 215  | ↗254 |